# Așa cum n-ai să fii niciodată
„Așa cum n-ai să fii niciodată” (în engleză A Way You'll Never Be) este o povestire din 1933 a scriitorului american Ernest Hemingway.